# Crevacuore
Crevacuore är en ort och kommun i provinsen Biella i regionen Piemonte i Italien. Kommunen hade 1 498 invånare (2018).